# Khan Sahib
Khan Sahib is een plaats en “notified area” in het district Badgam van het Indiase unieterritorium Jammu en Kasjmir.

## Demografie
Volgens de Indiase volkstelling van 2001 wonen er 2.038 mensen in Khan Sahib, waarvan 50% mannelijk en 50% vrouwelijk is. De plaats heeft een alfabetiseringsgraad van 29%.